# Charinus longitarsus
Espèce
Charinus longitarsus est une espèce d'amblypyges de la famille des Charinidae.

## Distribution
Cette espèce est endémique de la région de Cuzco au Pérou. Elle se rencontre vers Huyro entre 1 210 et 1 642 m d'altitude.

## Description
La femelle holotype mesure 6,5 mm, sa carapace 2,5 mm de long sur 3,4 mm et le mâle paratype 6,8 mm, sa carapace 2,7 mm de long sur 3,2 mm, les mâles mesurent de 6,0 à 6,8 mm et les femelles de 5,5 à 8,2 mm.

## Publication originale
- Armas, Palomino-Cardenas & Castillo-Espinoza, 2016 : « Amblipigidos de los departamentos Cusco y Madre de Dios, Peru, con la descripcion de un nuevo Charinus (Amblypygi: Charinidae, Phrynidae). » Revista Iberica de Aracnologia, no 28, p. 45–50.